# Yilmaz Orhan
Yilmaz Orhan (Nicosia, 13 marzo 1955) è un ex calciatore cipriota, di ruolo centrocampista.

## Carriera
Nel 1976 passa dai dilettanti dell'Aveley al West Ham Utd, club della prima divisione inglese, con cui nella stagione 1976-1977 gioca 8 partite nella First Division 1976-1977.
A fine stagione si trasferisce negli Stati Uniti per giocare con il Team Hawaii nella NASL; l'anno seguente gioca con gli Houston Hurricane, mentre tra il 1978 ed il 1980 gioca da titolare (52 partite e 5 gol totali) con i San Diego Sockers, sempre nel medesimo campionato, in cui in carriera ha totalizzato complessivamente 89 presenze e 9 reti.
Tra il 1980 ed il 1988 gioca a calcio indoor in vari club statunitensi, per un totale di più di 250 presenze.